# Leșu
Leșu (en hongrois : Les) est une commune du județ de Bistrița-Năsăud en Transylvanie (Roumanie).